# Air Hong Kong
AHK Air Hong Kong Limited (chinesisch 香港華民航空) ist eine chinesische Frachtfluggesellschaft mit Sitz in Hongkong und Basis auf dem Hong Kong International Airport. 

## Geschichte
Air Hong Kong wurde 1986 gegründet und hat den Betrieb zwei Jahre später im Februar 1988 aufgenommen. Die erste Maschine in der Flotte war eine Boeing 707. Die ersten Linienflüge wurden 1989 geflogen. Danach kamen zwei Boeing 747-100 und zwei Boeing 747-200F zur Flotte, die bis 2004 benutzt worden sind. Im Juni 1994 hat Cathay Pacific einen 75-prozentigen Anteil an dem Unternehmen erworben, gefolgt von den restlichen 25 % im Februar 2002. Im Oktober des gleichen Jahres hat Cathay Pacific sich entschlossen (in Kooperation mit DHL), dass Air Hong Kong ein Expressfracht-Netzwerk in Asien bedient. Aus diesem Grund hat DHL einen Anteil von 30 % an der Fluggesellschaft erworben. Es wurde entschlossen die Flotte ausschließlich mit Airbus A300-600GF auszustatten. Somit war Air Hong Kong der Erstkunde dieses Flugzeugtypes. Das achte und bis jetzt letzte Flugzeug mit dem Luftfahrzeugkennzeichen B-LDH kam am 28. Juni 2006 zur Flotte. Gleichzeitig hat sich Air Hong Kong entschlossen dem Maintenance Cost Per Hour (MCPH) Programm dieses Unternehmen beizutreten. Die Gesellschaft gehört zu 60 % Cathay Pacific und zu 40 % DHL.

## Flugziele
Die Fluggesellschaft hat sich auf den Transport von regionaler Nachtpost und Expresspaketen spezialisiert. Es wird ausschließlich Fracht von und für DHL transportiert. So fliegt sie vom Hong Kong International Airport aus Ziele in Ost- und Südostasien an.

## Flotte

### Aktuelle Flotte

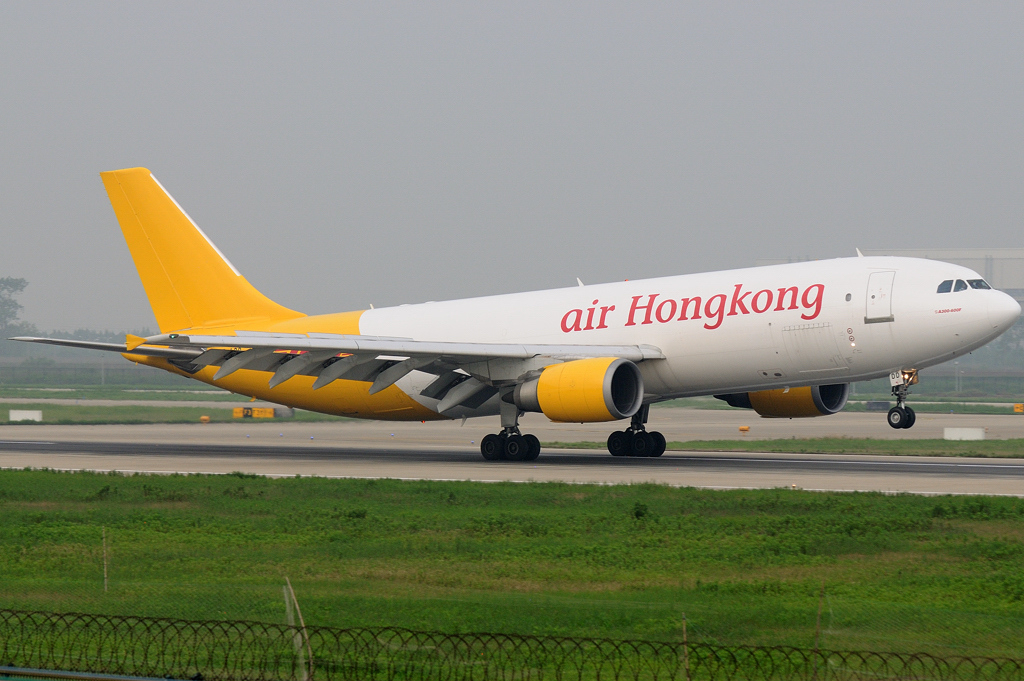
Airbus A300-600F der Air Hong Kong

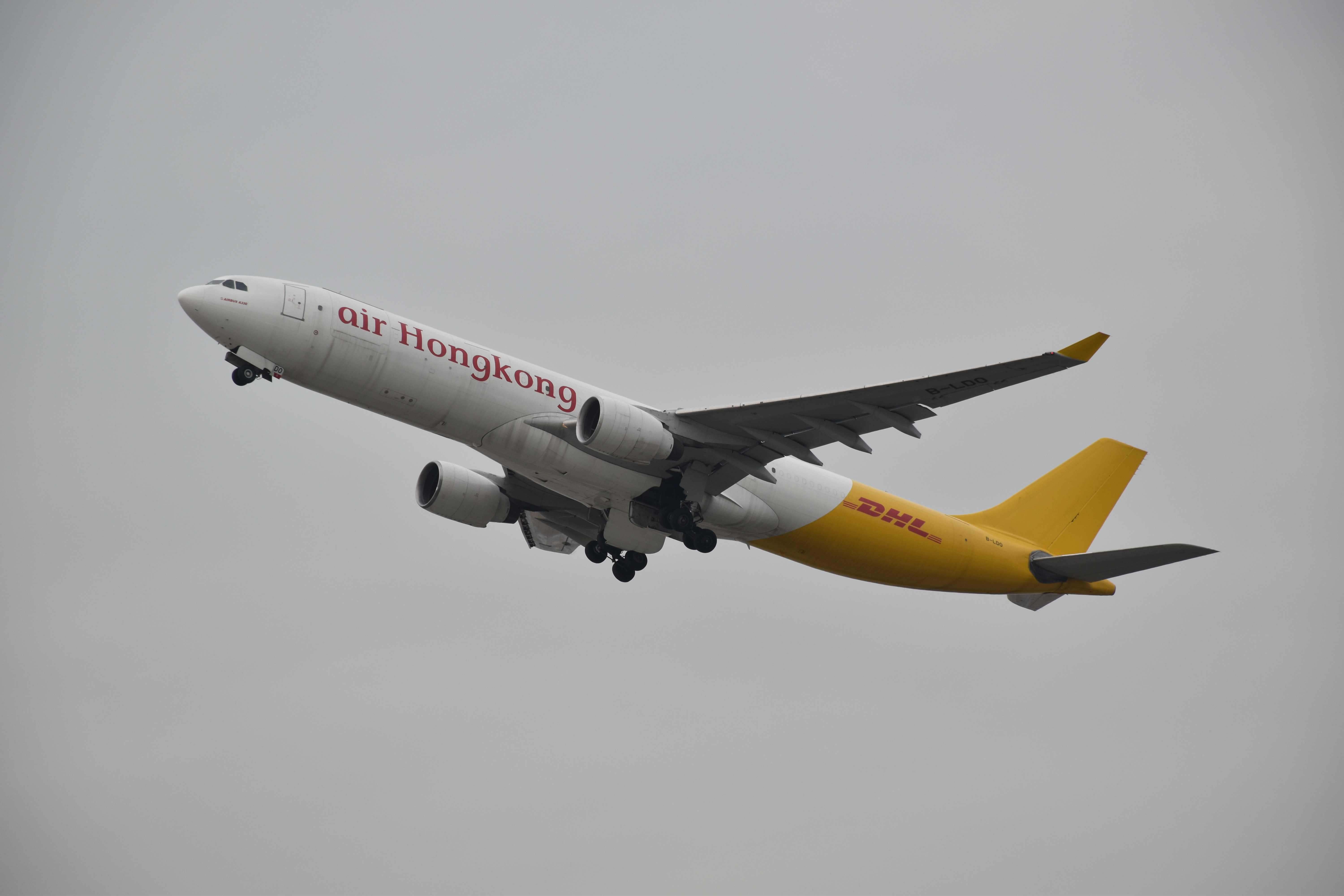
Airbus A330-300P2F der Air Hong Kong

Mit Stand November 2024 besteht die Flotte der Air Hong Kong aus 15 Flugzeugen mit einem Durchschnittsalter von 14,4 Jahren:
| Flugzeugtyp        | Anzahl | bestellt | Anmerkungen                | Durchschnittsalter |
| ------------------ | ------ | -------- | -------------------------- | ------------------ |
| Airbus A300-600F   | 03     |          | betrieben für DHL Aviation | 19,2 Jahre         |
| Airbus A330-200F   | 02     |          | betrieben für DHL Aviation | 13,2 Jahre         |
| Airbus A330-300P2F | 10     |          | betrieben für DHL Aviation | 13,2 Jahre         |
| Gesamt             | 15     | –        |                            | 14,4 Jahre         |

### In der Vergangenheit eingesetzte Flugzeugmodelle

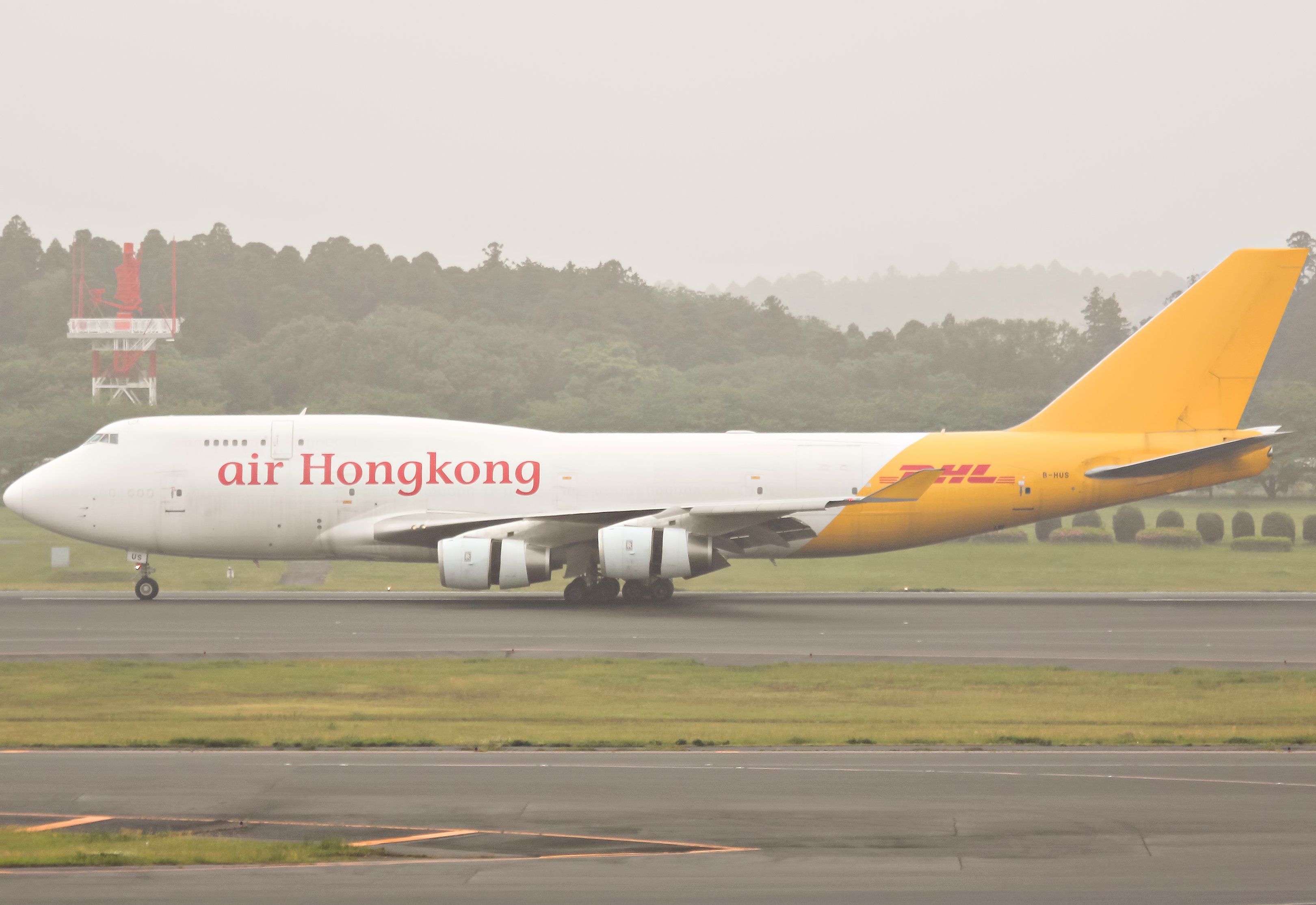
Boeing 747-400F der Air Hong Kong

In der Vergangenheit setzte Air Hong Kong bereits folgende Modelle ein:
- Airbus A300B4
- Boeing 747-100/200/400